# Нидеррайсен
Ни́деррайсен (нем. Niederreißen) — община в Германии, в земле Тюрингия.
Входит в состав района Веймар. Подчиняется управлению Ильмталь-Вайнштрассе. Население составляет 223 человека (на 31 декабря 2010 года). Занимает площадь 3,28 км².